# لاري بال
لاري بال (بالإنجليزية: Larry Ball)‏ هو لاعب كرة قدم أمريكية أمريكي، ولد في 27 سبتمبر 1949 في آيوا سيتي في الولايات المتحدة.

## وصلات خارجية
- لاري بال على موقع كلية كرة السلة في سبورتس رفرنس.كوم (الإنجليزية)
- لاري بال على موقع مرجع كرة القدم المحترفة.كوم (الإنجليزية)